# 稲葉崎駅
稲葉崎駅（いなばざきえき）は、鹿児島県姶良郡栗野町（現在の湧水町）内迫330番地にかつて設置されていた、九州旅客鉄道（JR九州）山野線の駅（廃駅）である。山野線の廃止に伴い、1988年（昭和63年）2月1日に廃駅となった。

## 歴史
- 1959年（昭和34年）11月23日：日本国有鉄道（国鉄）の山野線の駅として、湯之尾駅 - 栗野駅間に開業[1]。
- 1987年（昭和62年）4月1日：国鉄分割民営化により、国鉄からJR九州に継承[1]。
- 1988年（昭和63年）2月1日：山野線の全線廃止に伴い、廃駅となる[1]。

## 駅構造
栗野方面に向かって左側、構内の北東側に単式ホーム1面1線を有した地上駅であり、無人駅であった。当駅には駅舎は無かったが、ホーム上には待合所を併設していた。

## 廃止後の状況
附近の線路跡はサイクリングロードとして整備されているが、駅跡は残っていない。

## 隣の駅
九州旅客鉄道（JR九州）
山野線
湯之尾駅 - 稲葉崎駅 - 栗野駅